# Internationale Informatik-Olympiade

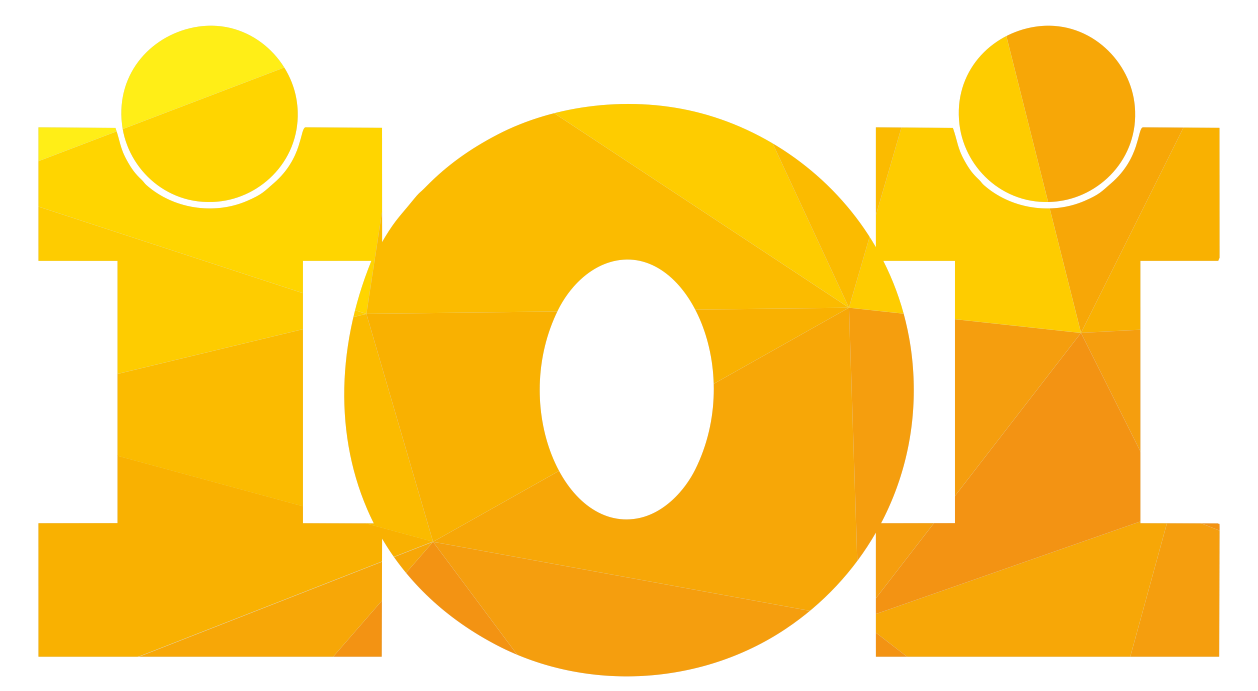
Logo der Internationalen Informatik-Olympiade

Die Internationale Informatik-Olympiade (englisch International Olympiad in Informatics, IOI) ist ein jährlich ausgetragener Informatik-Wettbewerb für Schüler. Die erste IOI wurde 1989 in Bulgarien veranstaltet.
Jedes Land darf bis zu vier Teilnehmer entsenden. Im Jahr 2004 nahmen etwa 80 Länder teil. In den Ländern werden meist nationale Vorausscheidungen organisiert, um die vier Teilnehmer zu ermitteln.

## Ablauf des Wettbewerbes
An jedem der zwei Wettbewerbstage bekommen die Teilnehmer meistens drei Aufgabenstellungen algorithmischer Natur. Zur Lösung stehen fünf Stunden zur Verfügung. In dieser Zeit müssen die Teilnehmer alleine und ohne Hilfe die Probleme lösen und implementieren. Dazu steht ein Computer mit den notwendigen Tools und Programmierumgebungen zur Verfügung; Kommunikation mit anderen Teilnehmern, das Konsultieren von Büchern oder ähnliche Hilfsmittel sind nicht zugelassen. Zur Lösung der Aufgaben ist meist jeweils ein Computerprogramm zu erstellen, wahlweise in C, C++ oder Pascal, und dieses ist innerhalb der fünf Stunden ab Wettbewerbsbeginn an die Jury zu übermitteln.
Nach dem Wettbewerb werden die Programme mit bis dahin geheimen Testdaten überprüft, die aus mehreren Testfällen, meist 10 bis 20, bestehen. Punkte erhält man für jeden richtig gelösten Testfall; dabei sind auch vorgegebene Zeit- und Speicherlimits einzuhalten. Teilweise sind auch Programme zu erstellen, die mit dem Juryprogramm interagieren, wie etwa einfache Spiele. Bei einer neueren Art der Aufgabenstellung sind die Testdaten während des Wettbewerbes bereits bekannt, die Teilnehmer müssen nur mehr die richtigen Lösungen zu den Eingabedaten abgeben. Dabei handelt es sich beispielsweise um das Entschlüsseln codierter Texte.
Bei der IOI 2010 in Waterloo wurden zum ersten Mal die aktuellen Punktestände der einzelnen Teilnehmer im Internet veröffentlicht. Außerdem gab es 2010 eine Video-Übertragung des Wettbewerbs im Internet.
Die Punkte aller Aufgabenstellungen beider Tage werden addiert. Bei der Siegerehrung erhalten die besten der anhand ihrer Gesamtpunktezahl gereihten Teilnehmer Medaillen. Es erhalten etwa 50 % aller Teilnehmer eine Medaille. Die Gold-, Silber- und Bronzemedaillen werden im Verhältnis 1:2:3 vergeben, also erhält etwa ein Zwölftel aller Teilnehmer eine Goldmedaille.

## Liste der Austragungsorte
- 1. IOI 1989 fand statt in Prawez, Bulgarien, 16. bis 19. Mai 1989
- 2. IOI 1990 fand statt in Minsk, Weißrussland, Sowjetunion, 15. bis 21. Juli 1990
- 3. IOI 1991 fand statt in Athen, Griechenland, 19. bis 25. Mai 1991
- 4. IOI 1992 fand statt in Bonn, Deutschland, 11. bis 21. Juli 1992
- 5. IOI 1993 fand statt in Mendoza, Argentinien, 16. bis 25. Oktober 1993
- 6. IOI 1994 fand statt in Haninge, Schweden, 3. bis 10. Juli 1994
- 7. IOI 1995 fand statt in Eindhoven, Niederlande, 26. Juni bis 3. Juli 1995
- 8. IOI 1996 fand statt in Veszprém, Ungarn, 25. Juli bis 2. August 1996
- 9. IOI 1997 fand statt in Kapstadt, Südafrika, 30. November bis 7. Dezember 1997
- 10. IOI 1998 fand statt in Setúbal, Portugal, 5. bis 12. September 1998
- 11. IOI 1999 fand statt in Antalya-Belek, Türkei, 9. bis 16. Oktober 1999
- 12. IOI 2000 fand statt in Peking, China, 23. bis 30. September 2000
- 13. IOI 2001 fand statt in Tampere, Finnland, 14. bis 21. Juli 2001
- 14. IOI 2002 fand statt in Yong-In, Korea, 18. bis 25. August 2002
- 15. IOI 2003 fand statt in Wisconsin, USA, 16. bis 23. August 2003
- 16. IOI 2004 fand statt in Athen, Griechenland, 11. bis 18. September 2004
- 17. IOI 2005 fand statt in Nowy Sącz, Polen, 18. bis 25. August 2005
- 18. IOI 2006 fand statt in Mérida, Yucatán, Mexiko, 19. bis 26. August 2006
- 19. IOI 2007 fand statt in Zagreb, Kroatien, 15. bis 22. August 2007
- 20. IOI 2008 fand statt in Kairo, Ägypten, 16. bis 23. August 2008
- 21. IOI 2009 fand statt in Plowdiw, Bulgarien, 8. bis 15. August 2009
- 22. IOI 2010 fand statt in Waterloo, Kanada, 14. bis 21. August 2010
- 23. IOI 2011 fand statt in Pattaya City, Thailand, 22. bis 29. Juli 2011
- 24. IOI 2012 fand statt in Sirmione und Montichiari, Italien, 23. bis 30. September 2012
- 25. IOI 2013 fand statt in Brisbane, Australien, 6. bis 13. Juli 2013
- 26. IOI 2014 fand statt in Taipeh, Taiwan, 13. bis 20. Juli 2014
- 27. IOI 2015 fand statt in Almaty, Kasachstan, 26. Juli bis 2. August 2015
- 28. IOI 2016 fand statt in Kasan, Russland, 12. bis 19. August 2016
- 29. IOI 2017 fand statt in Teheran, Iran, 28. Juli bis 4. August 2017
- 30. IOI 2018 fand statt in Tsukuba, Ibaraki, Japan, 1. bis 8. September 2018
- 31. IOI 2019 fand statt in Baku, Aserbaidschan, 4. bis 11. August 2019
- 32. IOI 2020 fand statt in Singapur (virtuell), 13. bis 19. September 2020
- 33. IOI 2021 fand statt in Singapur (virtuell), 19. bis 25. Juni 2021
- 34. IOI 2022 fand statt in Yogyakarta, Indonesien, 7. bis 15. August 2022
- 35. IOI 2023 fand statt in Szeged, Ungarn, 28. August bis 4. September 2023
- 36. IOI 2024 fand statt in Alexandria, Ägypten, 1. bis 8. September 2024
- 37. IOI 2025 fand statt in Sucre, Bolivien, 27. Juli bis 3. August 2025
- 38. IOI 2026 findet statt in Taschkent, Usbekistan, 9. bis 16. August 2026

## Teilnahme
Wer an der IOI teilnehmen will, muss sich zuerst im eigenen Land qualifizieren. Der Modus ist je nach Land unterschiedlich, oft wird ein zweistufiges System angewendet. Die Aufgaben der ersten Runde werden zu Hause gelöst, die besten Lösungen kommen in die zweite Runde. Dort müssen wie bei der IOI während fünf Stunden mehrere Aufgaben gelöst werden. Die besten vier dieser Runde werden zur Weltmeisterschaft, der IOI, zugelassen. Das deutsche IOI-Team wird beispielsweise aus den Endrundenteilnehmern der Wettbewerbe Bundeswettbewerb Informatik und Jugend forscht ausgewählt. In mehreren Wettbewerbsrunden, zu denen auch die Teilnahme an der Baltischen Informatik-Olympiade (BOI) gehört, werden die besten vier ausgewählt. Zur Vorbereitung auf die IOI nehmen die ausgewählten Mitglieder der deutschen Mannschaft auch an der Zentraleuropäischen Informatik-Olympiade (CEOI) teil.

## Österreichische Informatik-Olympiade
Österreich nahm erstmals 1992 an der IOI teil. Die erfolgreichsten österreichischen Teilnehmer bisher waren Wolfgang Thaller mit je zwei Gold- und Silbermedaillen in den Jahren 1996–1999 und Thomas Würthinger mit dem weltweit dritten Platz 2003.
Die Vorausscheidung verläuft zweistufig. Die besten zehn, die sich in einer zu Hause zu absolvierenden Vorrunde qualifizieren, kämpfen in der Finalrunde um die vier Startplätze bei der IOI. Der Bewerb wird organisiert von der Österreichischen Computer Gesellschaft und betreut von Karl Fuchs, Helmut Achleitner, Johann Fellner und Gerald Futschek.

## Goldmedaillen

### Deutsches Team
- 1989: Markus Kuhn
- 1990: Fridtjof Siebert
- 1994: Walter Hofmann, Thomas Neumann
- 1998: Timo Burkard, Karsten Sperling
- 2001: Daniel Jasper
- 2004: Thomas Fersch
- 2007: Daniel Grunwald
- 2008: Julian Fischer
- 2009: Fabian Gundlach
- 2010: Simon Bürger, Fabian Gundlach
- 2014: Felix Bauckholt
- 2017: Lukas Michel[1]

### Österreichisches Team
- 1996: Wolfgang Thaller
- 1997: Wolfgang Thaller
- 2003: Thomas F. Würthinger

### Schweizer Team
- 2016: Daniel Rutschmann
- 2021: Joël Huber